# Holdfast Bay (region)
Holdfast Bay är en region i Australien. Den ligger i delstaten South Australia, omkring 11 kilometer sydväst om delstatshuvudstaden Adelaide. Antalet invånare är 36 763.
Följande samhällen finns i Holdfast Bay:
- Glenelg East
- North Brighton
- Seacliff Park

Runt Holdfast Bay är det tätbefolkat, med 591 invånare per kvadratkilometer. Genomsnittlig årsnederbörd är 729 millimeter. Den regnigaste månaden är juni, med i genomsnitt 133 mm nederbörd, och den torraste är december, med 21 mm nederbörd.